# Human Genome Organisation
La Organización del Genoma Humano (en inglés, The Human Genome Organisation, y más conocida por sus siglas, —HUGO—) es una organización dentro del Proyecto de Genoma Humano, cuyo objetivo es el mapeo del Genoma. Se fundó en 1989 como una organización internacional. HUGO tienen cuatro comités activos, incluido el Comité de Nomenclatura genética de HUGO (HGNC), que asigna un único nombre y símbolo para cada uno de los genes humanos, y el Comité de ética, derecho y sociedad de HUGO (CELS).

## Historia
HUGO se estableció en la primera reunión sobre mapeo y secuenciación del genoma en Cold Spring Harbor en 1988. La idea de iniciar la organización surgió del biólogo sudafricano Sydney Brenner, quien es conocido por sus importantes contribuciones al trabajo sobre código genético y otras áreas de la biología molecular, además de ganar el Premio Nobel de Fisiología o Medicina en 2002.
En la reunión, se eligió un Consejo Fundador con un total de 42 científicos de 17 países diferentes, con Victor A. McKusick como presidente fundador. En 2016, HUGO estaba ubicado en la Universidad Femenina EWHA en Séul, Corea del Sur. En 2020, la sede de HUGO se trasladó a Farmington, Connecticut, EE. UU.
HUGO ha convocado una Reunión del Genoma Humano (HGM) todos los años desde 1996.
En asociación con el genetista Yuan-Tsong Chen y Alice Der-Shan Chen, fundadores de la Fundación Chen, HUGO otorga el Premio Chen a aquellos con logros en investigación en genética humana y genómica en Asia Pacífico.
En 2020, HUGO se fusionó con Human Genomic Variation Society (HGVS) y Human Variome Project (HVP).